# Dziewczynka z pozytywką Edwarda
Dziewczynka z pozytywką Edwarda – album Martyny Jakubowicz wydany w październiku 1995 roku, nakładem wydawnictwa Polton.

## Lista utworów
1. "Afirmacja" (M. Jakubowicz  – A. Jakubowicz) – 3:43
2. "O poranku, gdy się budzę" (M. Jakubowicz  – A. Jakubowicz) – 3:27
3. "I żeby ziemia zadrżała" (M. Jakubowicz  – A. Jakubowicz) – 4:36
4. "Dziewczynka z pozytywką Edwarda" (M. Jakubowicz  – A. Jakubowicz) – 4:04
5. "Jeśli chcesz z kogoś kpić" (M. Jakubowicz  – A. Jakubowicz) – 5:59
6. "Blues 4 rano" (M. Jakubowicz  – M. Jakubowicz) – 4:08
7. "Pozytywka Edwarda" (trad.) – 1:41
8. "Trzech złych małych chłopców" (M. Jakubowicz – M. Jakubowicz) – 3:16
9. "Nie wiadomo skąd wiatr wieje" (M. Jakubowicz – M. Jakubowicz) – 4:36
10. "Przyjdź do mnie dwa" (M. Jakubowicz  – A. Jakubowicz) – 3:19
11. "Zawsze lubiłam sprzątać" (M. Jakubowicz  – A. Jakubowicz) – 3:32
12. "Z miłości tyle mam" (M. Jakubowicz  – M. Jakubowicz) – 4:19
13. "U mnie rosną fiołki" (M. Jakubowicz  – A. Jakubowicz) – 3:26

## Muzycy
- Martyna Jakubowicz – śpiew, gitara
- Antoni Gralak – trąbka
- Wojciech Karolak – organy Hammonda, instrumenty klawiszowe
- Aleksander Korecki – flet
- Marcin Pospieszalski – gitara basowa
- Krzysztof Przybyłowicz – perkusja
- Jerzy Styczyński – gitara
- Kayah – śpiew
- Wojciech Waglewski – gitara, śpiew, produkcja, aranżacja

- Tomasz Bonarowski, Adam Toczko – realizacja nagrań

## Wydania
- CD Polton CDPL-079; październik 1995
- MC Polton PC 168; październik 1995
- CD MJMIMI MJ 02; 2009